# Angelo Peña
Pour les articles homonymes, voir Peña (homonymie).
Louis Angelo Peña est un footballeur né le 25 décembre 1989 à Mérida ( Venezuela).
Il mesure 1,71 m et joue milieu offensif/attaquant au club de Caracas FC.

## Carrière
| Saison         | Club                  | Pays      | Division | Matchs | Buts | Coupes Matchs (buts) | Sélection Venezuela |
| -------------- | --------------------- | --------- | -------- | ------ | ---- | -------------------- | ------------------- |
| 2007           | Estudiantes de Mérida | Venezuela | 1        | 15     | 0    | 0 (0)                |                     |
| 2008           | Estudiantes de Mérida | Venezuela | 1        | 23     | 3    | 1 (1)                | 1 (0)               |
| 2009           | Estudiantes de Mérida | Venezuela | 1        | 12     | 2    | 0 (0)                | 4 (0)               |
| 2009–2010      | SC Braga              | Portugal  | 1        | 1      | 0    | 3 (1)                | 4 (0)               |
| 2010–déc. 2010 | Portimonense SC       | Portugal  | 1        | 2      | 0    | - (-)                | - (-)               |
| jan. 2011–     | Caracas FC            | Venezuela | -        | -      | -    | -                    | - (-)               |

## Carrière Internationale
Est international avec le Venezuela U20 depuis janvier 2009. Il totalise 12 sélections et 2 buts avec les U20.
Il a été appelé pour la première fois en équipe du Venezuela le 23 mars 2008 lors du match amical Venezuela-Salvador (victoire 1-0).